# Himno de Cúcuta
El himno de la ciudad colombiana de Cúcuta, ubicada en el departamento de Norte de Santander, fue oficializado mediante el Decreto 039 del 8 de febrero de 1984, siendo alcalde Luís Vicente Serrano Silva. 
La letra fue escrita por el Presbítero Manuel Orillo Martínez y la música del maestro Pablo Tarazona Prada.
Este himno fue escogido por unanimidad en concurso celebrado en el Teatro Zulima.

## Letra
Coro
Noble leal y valerosa!
eres por cédula real
y porque así es
ciudad gloriosa
tu vida heroica y triunfal.
I
Meció tu cuna una matrona
de aristocrática altivez
como su escudo lo pregona 
que era magnánima a la vez.
II
Juana Rangel la visionaria
te dio un rincón para morir
y la nobleza legendaria
del lis heráldico al vivir
III
Otra mujer tejió banderas
cuando en los campos del honor
fueron tus huestes altaneras
en pos del gran libertador
IV
Mercedes Abrego la diosa
que en los altares de la luz
rodó tronchada como rosa
con un patíbulo por cruz.
V
Cuando caíste destrozada
por la telúrica explosión
y era una antorcha iluminada
tu poderoso corazón.
VI
Porque en tu escudo tres luceros
fulgen con viva claridad
son tus perfiles altaneros...
"Valor, Nobleza y lealtad".
VII
Otras dolientes te cantaron
y otras velaron tu dolor
y entre ruinas encontraron
la virgen madre del amor.
VIII
De las cenizas te alzó un día Demetrio
apóstol y titán
y te enseño el ave María.
y te plasmo Daniel Jordán
IX
Morales Berti fue el trovero
de tu florida doncellez
y el bardo heroico y guerrero que te elevó sobre el pavés.
X
Tus paladines te coronaron
Con lauro eterno e inmortal
y los clarines ya pregonan
la marcha olímpica y triunfal.